# Agathisanthemum chlorophyllum
Agathisanthemum chlorophyllum är en måreväxtart som först beskrevs av Ferdinand von Hochstetter, och fick sitt nu gällande namn av Cornelis Eliza Bertus Bremekamp. Agathisanthemum chlorophyllum ingår i släktet Agathisanthemum och familjen måreväxter.
Artens utbredningsområde är KwaZulu-Natal. Inga underarter finns listade i Catalogue of Life.